# Manuel Ledesma
Manuel Ledesma Barrales, detto El Indio (Huara, 12 agosto 1920 – Valparaíso, 22 giugno 2001), è stato un cestista cileno.

## Carriera
Con il Cile ha disputato 7 partite alle Olimpiadi del 1948, classificandosi al 6º posto.